# Eoophyla dominalis
Eoophyla dominalis là một loài bướm đêm trong họ Crambidae.